# Eurypygiformes
Eurypygiformes là một bộ chim tạo nên bởi chim kagu, gồm 2 loài trong họ Rhynochetidae đặc hữu ở New Caledonia (1 loài đã bị tuyệt chủng), và chim sunbittern (Eurypyga helias) trong họ Eurypygidae từ những vùng nhiệt đới châu Mỹ.  Các họ hàng gần nhất của bộ này có vẻ như là các loài chim nhiệt đới của vùng biển nhiệt đới Đại Tây Dương, Ấn Độ Dương và Thái Bình Dương.

## Phân loại học
Theo phân loại của Hiệp hội Chim quốc tế (phiên bản 2.2, 2009), bộ này gồm các đơn vị phân loại sau:
- Họ Rhynochetidae
  - Chi Rhynochetos
    - Rhynochetos jubatus (chim kagu)
    - †Rhynochetos orarius (chim kagu đất thấp)
- Họ Eurypygidae
  - Chi Eurypyga
    - Eurypyga helias (chim sunbittern)

## Hình ảnh

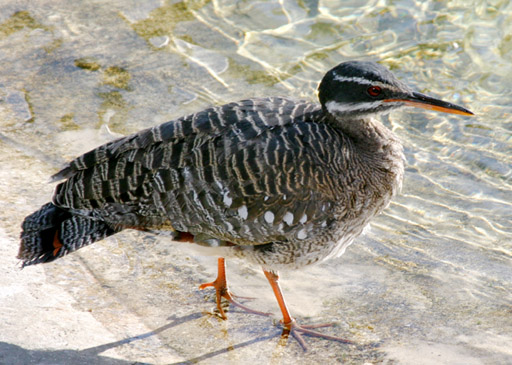
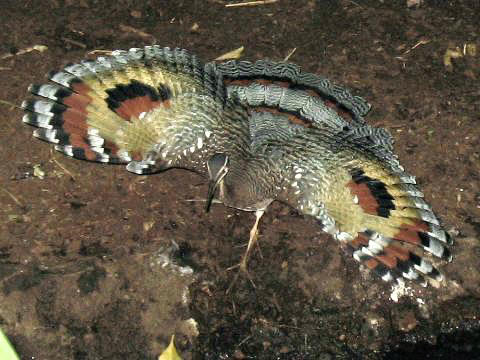
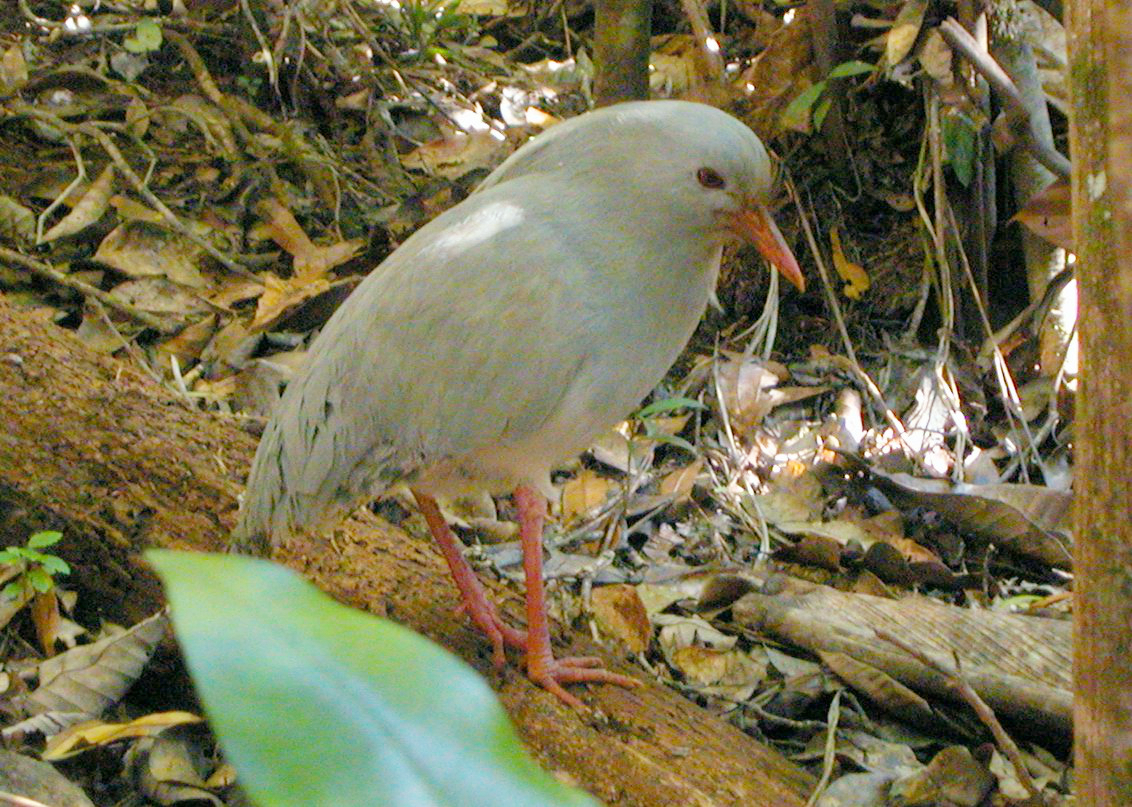